# Nośnik narzędzi

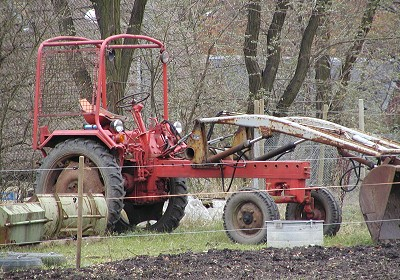
RS 09/124

Nośnik narzędzi – ciągnik rolniczy wykonany w specjalny sposób tak, że nie tylko ciągnie narzędzia, lecz przenosi je również na sobie. Jest konstrukcją pośrednią między samobieżną maszyną specjalistyczną a typowym ciągnikiem rolniczym. 
Nośniki narzędzi buduje się zazwyczaj w postaci samobieżnej ramy z silnikiem umieszczonym z tyłu. Nośnik narzędzi współpracuje w zasadzie z narzędziami zawieszanymi w środku ramy, istnieje także możliwość zawieszenia narzędzi przed ramą; może on również pracować narzędziami doczepianymi lub zawieszanymi z tyłu. Dzięki temu istnieje możliwość wykonywania kilku zabiegów agrotechnicznych naraz; jest to największa zaleta nośnika. Nośniki narzędzi są uważane za najbardziej uniwersalne i ekonomiczne ciągniki. 
Duże znaczenie ma możliwość umieszczenia narzędzi na środku ciągnika, w polu widzenia kierowcy. Mimo oczywistych zalet nośniki narzędzi nie wchodzą powszechnie do użytku w produkcji rolnej. Główną wadą nośników jest stosunkowo duży koszt zakupu zestawu, nieprzydatność w cięższych pracach rolniczych, konieczność stosowania specjalistycznych narzędzi oraz spory nakład czasu potrzebny do przymocowania poszczególnych narzędzi do jego ramy.
W Polsce najbardziej znanym nośnikiem narzędzi był dostarczany w latach sześćdziesiątych RS 09. Maszyny te w tamtym czasie były dość rozpowszechnione w gospodarstwach państwowych. RS 09 był produkowany w latach 1955 do 1968 w dawnej NRD w Schönebeck (Elbe) jako modernizacja nośników RS 08 z lat pięćdziesiątych. Główne różnice polegały na umieszczeniu silnika z tyłu pojazdu drążka. Dzięki temu rama ciągnika mogła zostać wydłużona.
RS 09 był napędzany dwucylindrowym wysokoprężnym silnikiem widlastym o mocy 18 KM. Silnik chłodzono powietrzem nadmuchiwanym przez wentylator. Rozbudowana skrzynia biegów z rewersem dawała do przodu i do tyłu po 8 prędkości. Nośnik posiadał dwa wałki odbioru mocy. Miały one dwa zakresy obrotów: niezależne od przełożenia skrzyni biegów - 540 obr./min oraz zależne od 152 do 2500 obr./min. Masa ciągnika: 1105 kg; długość: 356 cm; szerokość: 152 cm. 
Do Polski nigdy potem nie importowano na szerszą skalę innych nośników narzędzi. Obecnie spotyka się współczesne odmiany nośników niemieckich marek sprowadzane w latach dziewięćdziesiątych.